# Paris Match
Paris Match é uma revista semanal de língua francesa. Ela cobre as principais notícias nacionais e internacionais, juntamente com recursos de estilo de vida de celebridades.

## História e perfil
A revista começou como uma revista de notícias esportivas com o nome Match em 1938 pelo industrial Jean Prouvost e fechou em junho de 1940. Foi relançada em 1949 com um novo nome, Paris Match. A revista cessou temporariamente sua publicação entre 18 de maio e 15 de junho de 1968, após o apelo à greve do Syndicat du Livre, o Sindicato dos Gráficos Franceses.
Em 1976, Daniel Filipacchi comprou a enferma Paris Match, que continua a ser uma das revistas mais influentes e bem-sucedidas da França. É publicada semanalmente e têm feito parte da Hachette Filipacchi Médias, que é propriedade do Grupo Lagardère.
Na ocasião, Paris Match vendeu mais de um milhão de cópias em todo o mundo ao cobrir grandes eventos, como o primeiro voo de um astronauta francês a bordo do ônibus espacial dos Estados Unidos em junho de 1985. Benoît Clair, redator sênior do Paris Match, foi o primeiro jornalista autorizado para se juntar aos membros da tripulação do ônibus espacial desde o treinamento até a partida para a plataforma de lançamento no Cabo Canaveral. Uma série de relatórios sobre o treinamento foi publicada no Paris Match em 22 de abril de 1985, 17 de junho de 1985 e 20 de janeiro de 1986.
A partir de 1996, a revista teve uma postura política independente.

## Na cultura popular
Na aventura Tintin de Hergé, The Castafiore Emerald (1963), repórteres da revista imaginária "Paris-Flash" (uma paródia clara de Paris Match, com um logotipo semelhante) desempenham um papel importante no desenvolvimento do enredo. A revista é satirizada como sensacionalista e imprecisa.